# Las Navas del Marqués
Las Navas del Marqués là một đô thị ở tỉnh Ávila, Castile và León, Tây Ban Nha. Theo điều tra dân số năm 2007 của Viện thống kê quốc gia Tây Ban Nha (INE), đô thị này có dân số 5.098 người.
40°36′B 4°20′T / 40,6°B 4,333°T